# 窮蟬
窮蟬（？—？），中国上古人物。传说中窮蟬是顓頊的后代，有虞氏的国君。一些文献认为其为颛顼之子，魍魉之兄。《大戴禮記·帝系篇》：“顓頊産窮蟬。”《史记·五帝本纪》载，“帝颛顼生子曰穷蝉”。一种说法认为穷蝉为了争夺帝位，密谋杀害魍魉，魍魉逃到雷泽。窮蟬有子敬康，窮蟬也是舜的六代祖先。
一說窮蟬常見於灶上，為灶神化身。